# 專業議政
專業議政（英語：The Professionals Guild）是香港的一个民主派组织，成立于2016年9月26日，成員均是民主派的功能界別立法會議員，而溫和民主派人士佔大多數，是香港立法會民主派第三大黨團，議席與議會陣線相同。
最初以郭榮鏗號召其他民主派功能界別議員加入，成員有6人，後來李國麟加入，議員增至7人，但在姚松炎被取消議員資格後，組織議員又再次回復6人。組織其中一項工作是協調民主派在2016年香港選舉委員會界別分組選舉的人選和策略。最後協調出300多人的名單，稱為「民主300+」，並最終有298人當選選委會委員，連同27名民主派立法會議員，民主派合共有325名選委席次。

## 議員

### 立法會議員
| 界別     | 選區                         | 姓名     | 2016－2021 | 備註                                                  |
| -------- | ---------------------------- | -------- | ---------- | ----------------------------------------------------- |
| 功能界別 | 教育界                       | 葉建源   | →          | 前教 香港教育專業人員協會成員，於2020年11月30日辭職。 |
| 功能界別 | 法律界                       | 郭榮鏗   | →          | 於2020年11月11日被宣布撤銷議席                        |
| 功能界別 | 會計界                       | 梁繼昌   | →          | 於2020年11月11日被宣布撤銷議席                        |
| 功能界別 | 衛生服務界                   | 李國麟   | →          | 於2020年11月30日辭職。                                |
| 功能界別 | 建築、測量、都市規劃及園境界 | 姚松炎   | →          | 因違反基本法第104條，2017年7月14日被取消議員資格      |
| 功能界別 | 社會福利界                   | 邵家臻   | →          | 社工復興運動成員，於2020年11月30日辭職。              |
| 功能界別 | 資訊科技界                   | 莫乃光   | →          | 公共專業聯盟成員，於2020年11月30日辭職。              |
| 所得議席 | 所得議席                     | 所得議席 | 7→6→4→0    |                                                       |

## 參與選舉
專業議政在2017年選委會選舉協調出民主300+名單，並為民主派取得325席。

### 2018年立法會補選選舉
專業議政派出成員姚松炎參選九龍西補選，得到各民主派政黨支持。專業議政支持司馬文參加建測界補選，接替姚松炎的原議席，但其後敗選。

## 外部連結
- 專業議政的Facebook專頁（已失效）